# Tillgänglighetsheuristik
Tillgänglighetsheuristik är en mental genväg där man förlitar sig på de omedelbara exempel som dyker upp i huvudet när man bedömer ett visst ämne, begrepp, metod eller beslut. Den fungerar genom att man bedömer något som viktigt om man minns det, jämfört med det man inte minns lika lätt eller alls. Följaktligen tenderar människor att ge stor vikt åt den senaste informationen de fått, vilket gör att nya åsikter tar större hänsyn till de senaste nyheterna.
Lättillgängligheten i minnet av en viss handlings konsekvenser är kopplade till uppfattningen av hur betydelsefulla dessa konsekvenser är. Med andra ord: ju enklare det är att minnas följderna av något, desto större uppfattas dessa konsekvenser vara.
Psykologiforskarna Amos Tversky och Daniel Kahneman argumenterar för att antalet exempel man minns används för att härleda hur vanliga de är i övrigt. I ett experiment som skulle testa denna förklaring fick deltagarna lyssna på listor med namn som innehöll antingen 19 kända kvinnor och 20 mindre kända män eller 19 kända män och 20 mindre kända kvinnor. Därefter ombads vissa deltagare att minnas så många namn som möjligt medan andra ombads att uppskatta om manliga eller kvinnliga namn var vanligast på listan. Deltagarna visade sig ha lättare att minnas namnen på de mer kända personerna jämfört med de mindre kända. En majoritet av deltagarna gjorde den felaktiga bedömningen att det kön som var kopplat till de mer kända personerna var vanligare än det kön som var kopplat till de mindre kända. Tversky och Kahneman menar att även om tillgänglighetsheuristiken är en effektiv strategi i många situationer så leder den till förutsägbara fel när den används för att bedöma sannolikheter.